# 汪清河 (吉林省)
汪清河位于中华人民共和国吉林省延边朝鲜族自治州汪清县境内，是嘎呀河左岸支流，发源于汪清县东光镇东部老松岭西麓，蜿蜒西南流经金沟岭、太平村、长荣村、满河村，于西大坡村转西北流，经秋松村、磨盘山村、小汪清村、东光村、东光镇治、汪清县城等地，最后于汪清镇春和村大仙屯汇入嘎呀河。河长85.9千米，流域面积1250平方千米，河道平均比降5‰。年均径流量2.92亿立方米。流域内植被良好，上游处于老松岭山脉西侧和盘岭山脉北麓的中山区，森林繁茂，物产丰富。流域土壤气候适宜烟叶生长，有多年种植黄烟的历史。